# Segelflygplan

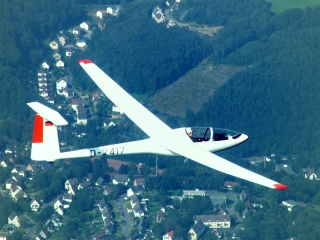
Segelflygplan.

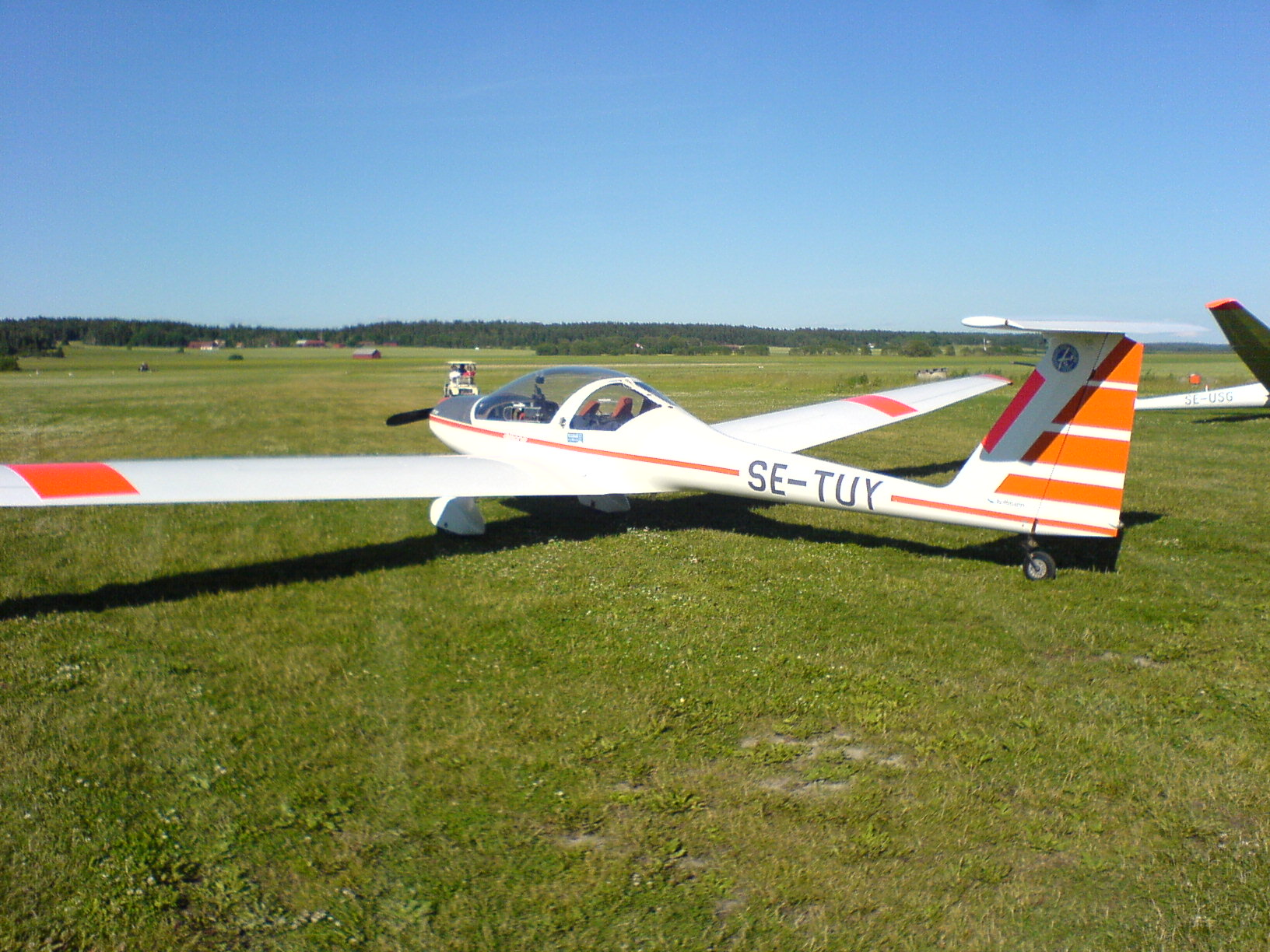
Motorsegelflygplan (TMG).

Segelflygplan är ett roderstyrt luftfartyg som primärt framdrivs av tyngdkraft som omvandlas till fart framåt när flygplanet befinner sig i en lång flack dykning. Lyftkraft för att hålla det flygande genereras samtidigt. För att vinna höjd måste antingen en bogsering ske (i samband med start) eller måste en naturkraft utnyttjas till exempel termik, hang- och våguppvindar. 

## Olika segelflygplanstyper
Ett av de vanligaste segelflygplanen i Sverige är Scheibe Bergfalke som har brukats som skolflygplan sedan slutet av 1950-talet. Det är tillverkat av ett stålrörsskelett som sedan klätts med duk. Flygplanet har plats för 2 personer. Ett annat sätt att konstruera tidiga segelflygplan var att tillverka kroppen av träspant som sedan täcktes med faner och duk. Teknisk utveckling har i dag lett till att segelflygplan tillverkas av olika kompositmaterial som sedan täcks med gelcoat.
Vissa segelflygplan kan vara försedda med en motor som ersätter tyngdkraften som energikälla. Motorsegelflygplanen är uppdelade i tre huvudgrupper: TMG (Touring Motor Glider), SLG (Self Launching Glider, självstartare) och SSG (Self Sustaining Gliders). TMG-varianten fungerar i princip som ett vanligt motorflygplan men har alltså möjlighet att segelflyga trots att motorn/propellern inte fälls in, SLG kan starta utan att bogseras eller vinschas upp och fäller in motorn/propellern i kroppen när tillräcklig höjd nåtts, medan SSG bara kan använda sin motor i luften för att kunna återvända till startplatsen (hemflygningsmotor). Vanligtvis är motorerna i TMG 4-taktsmotorer och i SLG/SSG 2-taktsmotorer, men några segelflygplan har på försök modifierats och försetts med små jetmotorer. Några tillverkare av självstartande flygplan: Stemme, DG, Schemph Hirth, Schleicher, för att nämna några exempel.

## Prestanda
Segelflygplanets prestanda mäts bland annat i glidtal och minsta sjunkhastighet. Glidtal är ett teoretiskt värde på hur långt ett flygplan kan nå från en bestämd höjd utan att ändra farten. Glidtalet försämras när man flyger mycket fort eller mycket långsamt. Bergfalken har ett bästa glidtal på 1:28 vid farten 70 km/h medan dagens tävlingsflygplan närmar sig 1:60. Sjunkhastighet är höjdförlust per tidsenhet, vanligen m/s. För Bergfalken är minsta sjunkhastighet 0,65 m/s vid 65 km/h.
De längsta flygningarna som gjorts är över 300 mil.
De snabbaste flygningarna som gjorts har en genomsnittsfart på över 250 km/h.
De högsta flygningarna som gjorts är över 15000 meter.
Man har slutat slå rekord i uthållighetsflygning (det blev en flygsäkerhetsrisk).
Moderna segelflygplan konstrueras efter de gemensamma europeiska föreskrifterna JAR-22 (Joint Aviation Requirements).